# بيني غال
بيني غال (بالدنماركية: Benny Gall)‏ هو لاعب كرة قدم ومدرب كرة قدم دنماركي، ولد في 14 مارس 1971 في كوبنهاغن في الدنمارك. شارك مع منتخب الدنمارك تحت 21 سنة لكرة القدم. أما مع النوادي، فقد لعب مع دي غرافشاب وشروزبري تاون وكوبنهاغن بولدكلوب ونادي إيسبيرغ ونادي دوردريخت ونادي فريماد أماغر ونادي كوبنهاغن.

## وصلات خارجية
- بيني غال على موقع قاعدة بيانات كرة القدم.إي يو (الإنجليزية)